# Erenbağı, Araban
Erenbağ là một xã thuộc huyện Araban, tỉnh Gaziantep, Thổ Nhĩ Kỳ. Dân số thời điểm năm 2011 là 96 người.